# Прици
Прѝци (на италиански и на сицилиански Prizzi) е градче и община в Южна Италия, провинция Палермо, автономен регион и остров Сицилия. Разположено е на 1018 m надморска височина. Населението на общината е 5152 души (към 2010 г.).